# Stay Forever
Stay Forever är en låt framförd av den slovenska duon Platin som består av Diana Lečnik och Simon Gomilšek. Låten representerade Slovenien vid Eurovision Song Contest 2004 i Istanbul i Turkiet. Låten är skriven av Gomilšek och Lečnik själva.
Bidraget framfördes i semifinalen den 14 maj 2004 men tog sig inte vidare till final. Det slutade på tjugoförsta plats med 5 poäng, näst sist i semifinalen.